# Chrysoperla xizangana
Chrysoperla xizangana är en insektsart som först beskrevs av C.-k. Yang et al in Huang et al. 1988.  Chrysoperla xizangana ingår i släktet Chrysoperla och familjen guldögonsländor. Inga underarter finns listade i Catalogue of Life.